# Stanisław Pluciński
Stanisław Pluciński (ur. 15 lutego 1923 w Sosnowcu, zm. 13 lutego 1989) – polski działacz partyjny i państwowy, inżynier budownictwa i elektryk, podsekretarz stanu w Ministerstwie Budownictwa i Przemysłu Materiałów Budowlanych (1973–1975).

## Życiorys
Syn Władysława i Marty. W latach 1937–1939 uczył się w Śląskich Technicznych Zakładach Naukowych, w 1942 ukończył Fabryczną Szkołę Zawodową w Mościcach. W trakcie II wojny światowej robotnik w Warsztatach Kolejowych w Tarnowie i praktykant w Elektrowni Zakładów Azotowych w Tarnowie-Mościcach.
W latach 1945–1949 odbywał służbę wojskową w 3 Dywizji Piechoty, zakończoną demobilizacją w stopniu kapitana. W 1946 ukończył Oficerską Szkołę Piechoty nr 1 w Krakowie, w 1948 brał udział w walkach z Ukraińską Powstańczą Armią. Kontynuował naukę: w 1947 zdał maturę w liceum ogólnokształcącym w Lublinie, uzyskiwał tytuły inżyniera elektryka w Wieczorowej Szkole Inżynierskiej we Wrocławiu (1953) i inżyniera budownictwa lądowego na Politechnice Poznańskiej (1974).
Od 1949 do 1952 pracował jako technik elektryk w Społecznym Przedsiębiorstwie Budowlanym we Wrocławiu, następnie zatrudniony w Przedsiębiorstwie Robót Elektrycznych „Elektromontaż” we Wrocławiu jako inspektor techniczny, naczelny inżynier (1954–1958) i dyrektor (1958–1960). Później w ramach Zjednoczenia PRE „Elektromontaż” w Warszawie był naczelnym inżynierem (1960–1962) i dyrektorem naczelnym (1962–1973).
W 1944 wstąpił do Polskiej Partii Robotniczej, wraz z nią dołączył w 1948 do Polskiej Zjednoczonej Partii Robotniczej. Od listopada 1973 do czerwca 1975 był podsekretarzem stanu w Ministerstwie Budownictwa i Przemysłu Materiałów Budowlanych.  Jednocześnie kierował Międzyresortowym Zespołem ds. Koordynacji Realizacji Inwestycji w Elektrowniach i Elektrociepłowniach (1974–1975). Następnie objął funkcję dyrektora Instytutu Organizacji, Zarządzania i Ekonomiki Przemysłu Budowlanego w Warszawie (1975–1978), a w 1978 został kierownikiem budowy elektrowni w Libii.
Został pochowany na Cmentarzu Komunalnym Północnym w Warszawie.